# Oskar Üpraus
Oskar Üpraus (né le 12 octobre 1898 à Keila à l'époque dans l'Empire russe et aujourd'hui en Estonie, et mort le 5 août 1968 à Tallinn à l'époque en URSS et aujourd'hui en Estonie) est un footballeur international estonien, qui évoluait au poste de milieu de terrain et d'attaquant.

## Biographie

### Carrière en club
Oskar Üpraus évolue en faveur du Tallinna Sport entre 1920 et 1927. Il remporte avec cette équipe cinq titres de champion d'Estonie.

### Carrière en sélection
Oskar Üpraus reçoit 26 sélections en équipe d'Estonie entre 1920 et 1927, inscrivant sept buts.
Il joue son premier match en équipe nationale le 17 octobre 1920, en amical contre la Finlande (défaite 6-0 à Helsinki). Il marque son premier but le 24 septembre 1922, en amical contre la Lettonie (match nul 1-1 à Riga).
Il réussit ensuite la performance d'inscrire quatre buts lors de l'année 1924. Il marque à cet effet contre l'Irlande, la Turquie, la Suède, et la Lituanie. 
Il inscrit son sixième but le 28 juin 1925, en amical contre la Lituanie (victoire 0-1 à Kaunas). Son dernier but est inscrit le 13 juin 1926, contre cette même équipe (victoire 3-1 à Tallinn). Il reçoit sa dernière sélection le 25 septembre 1927, lors d'un match amical contre la Lettonie (défaite 4-1 à Riga).
Il participe avec l'équipe d'Estonie aux Jeux olympiques de 1924. Lors du tournoi olympique organisé à Paris, il joue un match contre les États-Unis.
Il est capitaine de la sélection estonienne lors d'un match amical contre la Pologne en septembre 1923.

## Palmarès
Tallinna Sport
- Championnat d'Estonie (5) : 
  - Champion : 1921, 1922, 1924, 1925 et 1927.
  - Vice-champion : 1926.
  - Meilleur buteur : 1922 (4 buts) et 1924 (6 buts).